# Нетолики, Боб
Роберт «Боб» Нетолики (англ. Robert "Bob" Netolicky; родился 2 августа 1942, Сан-Франциско, штат Калифорния) — американский профессиональный баскетболист, один из лучших игроков Американской баскетбольной ассоциации, отыгравший все девять сезонов её существования. Чемпион АБА в сезонах 1969/1970 и 1971/1972 годов в составе клуба «Индиана Пэйсерс». В 1997 году был включён в число тридцати лучших игроков, вошедших в символическую сборную всех времён АБА.

## Ранние годы
Боб Нетолики родился 2 августа 1942 года в городе Сан-Франциско (штат Калифорния), а вырос уже в Сидар-Рапидс (штат Айова), где учился в средней школе Вашингтон, в которой играл за местную баскетбольную команду.

## Студенческая карьера
В 1963 году Нетолики поступил в Университет Дрейка, где в течение трёх лет играл за баскетбольную команду «Дрейк Бульдогс», в которой провёл успешную карьеру под руководством тренера Мори Джона, набрав в конечном итоге в 66 играх 1004 очка (15,2 в среднем за игру) и 713 подборов (10,8). Однако при Бобе «Бульдогс» ни разу не выигрывали ни регулярный сезон, ни турнир конференции MVC, а также ни разу не играли в плей-офф студенческого чемпионата США. Сам же Нетолики по итогам сезона 1966/1967 годов был включён в 1-ю сборную всех звёзд конференции MVC.

## Профессиональная карьера
В 1967 году Боб Нетолики выставил свою кандидатуру на драфт НБА, на котором был выбран во втором раунде под общим 18-м номером командой «Сан-Диего Рокетс», однако несмотря на то, что был выбран под довольно высоким номером драфта, он решил не выступать в сильнейшей баскетбольной лиге планеты, а заключил контракт с клубом соперничающей с НБА Американской баскетбольной ассоциации «Индиана Пэйсерс». Боб Нетолики был довольно универсальным игроком, очень хорошо играл в обороне, умело выбирал место на паркете, благодаря чему считался отменным специалистом по подборам, ну и совсем неплохо бросал по кольцу. Помимо этого он был любимцев всех фанатов «Пэйсерс», был довольно широко известен в особых кругах за пропаганду образа жизни мод и разведение в своём доме экзотических видов животных, среди которых были лев и оцелот, а также стал настоящим секс-символом для многих болельщиц «Иноходцев».
В своём дебютном сезоне Нетолики набирал в среднем за игру по 16,3 очка, 11,5 подбора и 1,0 передачи, за что по его итогам был включён в сборную новичков лиги, кроме того в том же сезоне по итогам голосования среди главных тренеров команд АБА получил приглашение на свой первый матч всех звёзд АБА, в котором провёл на площадке 19 минут, набрал за это время 12 очков и совершил 11 подборов, выходя на паркет со скамейки запасных. Во время своей карьеры Боб ещё три раза участвовал в матчах всех звёзд АБА (1969, 1970 и 1971).
В сезоне 1969/1970 годов Нетолики в составе «Индианы» стал чемпионом АБА. «Пэйсерс» легко прошлись по сетке плей-офф, последовательно переиграв клубы «Каролина Кугэрз» со счётом 4-0, «Кентукки Колонелс» со счётом 4-1 и «Лос-Анджелес Старз» со счётом 4-2, а Боб по его итогам был включён во 2-ю сборную всех звёзд АБА. Спустя два года «Иноходцы» повторили свой успех, но на этот раз путь наверх был уже более тернистым. В первом раунде «Пэйсерс» лишь в решающем матче серии до четырёх побед переиграли команду «Денвер Рокетс», в полуфинале турнира с трудом прошли клуб «Юта Старз» (4-3), а в финале в шести играх взяли верх над командой «Нью-Йорк Нетс».
Нетолики является одним из немногих профессиональных баскетболистов, которые выступали в составе обеих команд в одной отдельно взятой игре. 14 ноября 1973 года он играл за команду «Сан-Антонио Спёрс», которая на своём паркете на последних секундах матча проиграла клубу «Индиана Пэйсерс», но руководство «Шпор» опротестовало результат матча, посчитав, что добивание мяча после последнего броска «Иноходцев» состоялось уже после того, как истекло его время. Просмотрев запись последних секунд встречи, комиссар АБА Майк Сторен принял решение отменить победный бросок «Пэйсерс» и переиграть последние 30 секунд матча перед следующей игрой этих команд, которая должна была состояться 2 декабря. Однако за это время Боб успел сменить место своей прописки, вернувшись в «Индиану», поэтому 2 декабря ему сначала пришлось последние 30 секунд прошлого матча, плюс последующий овертайм, провести в составе «Спёрс», а затем отыграть целый матч за «Иноходцев».
В 1997 году, по случаю 30-й годовщины со дня основания АБА, Боб Нетолики был включён в символическую сборную лучших баскетболистов ассоциации.